# Heterolepidoderma brevitubulatum
Heterolepidoderma brevitubulatum is een buikharige uit de familie Chaetonotidae. Het dier komt uit het geslacht Heterolepidoderma. Heterolepidoderma brevitubulatum werd in 1981 voor het eerst wetenschappelijk beschreven door Kisielewski. 